# Petrova Ves
Petrova Ves (em húngaro: Péterlak; alemão: Petersdorf) é um município da Eslováquia, situado no distrito de Skalica, na região de Trnava. Tem 14,63 km² de área e sua população em 2018 foi estimada em 1.080 habitantes.

## Demografia
| Ano:        | 1994 | 2004   | 2014   | 2024   |
| ----------- | ---- | ------ | ------ | ------ |
| Broj ljudi: | 994  | 1003   | 1093   | 1082   |
| Razlika:    |      | +0,90% | +8,97% | -1,00% |

| Ano:               | 2023 | 2024   |
| ------------------ | ---- | ------ |
| Número de pessoas: | 1075 | 1082   |
| Diferença:         |      | +0,65% |